# Union nationale des associations de tourisme et de plein air
L'Union nationale des associations de tourisme (UNAT), devenue l'Union nationale des associations de tourisme et de plein air en 1966, des suites de sa fusion avec le Comité national du plein air, est un organisme à but non lucratif du tourisme solidaire / social et associatif, qui regroupe une cinquantaine d'acteurs du secteur. Elle offre des services à ses adhérents, dont la promotion. Elle représente également le secteur auprès des pouvoirs publics.

## Historique
L'Union nationale des associations de tourisme et de plein air (UNAT) a été mise en place en 1920 par l'Automobile Club de France, le Club alpin français et le Touring club de France. Elle est reconnue d'utilité publique en 1929,. Parmi la cinquantaine de membres des origines, on trouve l'Aéro-Club de France, le Club des Cent, la Fédération nationale des Clubs Automobiles, la Ligue Aéronautique de France, l’Union motocycliste de France, l’Union vélocipédique de France ainsi que quelques organismes régionaux ou locaux comme le Club vosgien, le Nord Touriste, les Excursionnistes marseillais.
L'UNAT est habilitée, le 4 avril 1924, à fournir des avis sur la capacité des candidats au permis de conduire les automobiles.
En 1966, l'UNAT fusionne avec le comité national du plein air (créé en juin 1957 par Maurice Herzog) pour donner naissance à l'Union nationale des associations du tourisme et de plein air,.
L'organisme met en place des structures régionales au cours des années 1980.
En 1997, l'UNAT organise un classement de 560 villages de vacances, avec une labellisation de qualité à travers la marque « Loisirs de France »,.
À partir de 1999, l'UNAT organise des « Rendez-vous de l'UNAT »,.

## Adhérents

### Évolutions
En 1926, elle regroupe 15 grandes associations touristiques, cumulant ainsi 700 000 membres.
En 2001, elle fédérait 58 associations de niveau national et 447 membres régionaux.
Dans les années 2000, l'association assemblent 55 membres nationaux et 490 membres régionaux. Elle regroupe ainsi les principaux acteurs français du tourisme social.
En 2014, le site de l'organisme présente 56 membres nationaux.
En 2017, elle compte 68 adhérents nationaux et plus de 500 membres régionaux.

## Chiffres
En 2001, selon un article paru dans Les Échos, les associations et membres correspondent à environ 1530 hébergements soit entre 220 000 lits et 242 000 lits. Ils ont fait voyager plus de 5 millions de vacanciers,. Le chiffre d'affaires de l'organisme était estimé à 1,295 milliards d'euros,. Ces structures emploient 11 660 salariés.
En 2021, les établissements adhérents à l’UNAT ont accueilli plus de 3 millions de vacanciers pour près de 15 millions de nuitées, générant un chiffre d’affaires de 757 millions d’euros. L’organisation compte plus de 1 600 structures du tourisme social et solidaire pour 250 432 lits.

## Communication

### Activité de lobbying auprès de l'Assemblée nationale
L'Union nationale des associations de tourisme et de plein air (UNAT) était inscrite comme représentant d'intérêts auprès de l'Assemblée nationale. Elle déclarait à ce titre que les coûts annuels liés aux activités directes de représentation d'intérêts auprès du Parlement sont compris entre 50 000 et 100 000 euros.